# Alexander Spotswood
Alexander Spotswood (Tânger, cerca de 1676 — Annapolis, 7 de junho de 1740) foi um militar e político, tenente governador da Colônia britânica da Virgínia de 1710 até 1722. Spotswood saiu do Marrocos com sua mãe em direção à Inglaterra no ano de 1683. Iniciou a carreira militar em 1693. Spotswood foi nomeado tenente governador da Virgínia em 1710.
Criou duas leis que não foram apoiados pelo Império da Grã-Bretanha: o Indian Trade Act que regulamentou o comércio com os índios norte-americanos; e o Tobacco Inspection Act que determinou a inspenção do tabaco antes de ser comercializado na Europa. Spotswood combateu fortemente a pirataria, e de tal modo, ajudou a organizar a operação militar que matou o pirata Barba Negra. O tenente governador desprezava publicamente a Câmara dos Burgueses da Virgínia (assembleia legislativa da colônia) e o Conselho do Governador por discordar das políticas adotadas por estes. No final de sua administração, parou de impor a vontade do Império Britânico para se tornar um cidadão pleno da Virgínia. Construiu várias siderurgias no Condado de Spotsylvania, o que fez da colônia a maior produtora de ferro nas Treze Colônias. Spotswood influencoiu a arquitetura da colônia, construindo a Igreja Paroquial de Bruton (Bruton Parish Church, uma Igreja Episcopal) e o Palácio do Governador (residência oficial). Além dessas obras, construiu um depósito de pólvora em Williamsburg.
Foi Diretor-geral dos Correios da América do Norte de 1730 a 1739. Em 1739, ao eclodir a Guerra da Orelha de Jenkins, foi nomeado general de brigada a fim de participar do conflito, mas morreu em 1740 em Annapolis (Maryland) ao levantar tropas para uma campanha militar britânica contra os espanhóis na América do Sul.

## Primeiros anos e carreira militar
Alexander Spotswood nasceu na então colônia britânica de Tânger no Marrocos em 1676. Seu pai, Robert Spotswood era um cirurgião de soldados britânicos. Sua mãe, Catherine Spotswood (nascida Maxwell), trouxe o menino para a Inglaterra em 1683. Em 1688 Robert morreu.
Em maio de 1693, Spotswood começou sua carreira militar como um alferes do Regimento de Infantaria do Conde de Bath e posteriormente um tenente-coronel. Também foi quartel-mestre-general. A 2 de agosto de 1704, durante a Batalha de Blenheim, Spotswood foi gravemente ferido, e relatou que havia fraturado a costela,  a clavícula e o ombro. No final de março de 1706, após se recuperar, voltou ao seu regimento na Holanda. Na Batalha de Oudenaarde em 1708, seu cavalo foi baleado e ele ficou aprisionado. John Churchill, 1.° Duque de Marlborough negociou sua libertação. Em 1709, decepcionado por promessas de promoção não cumpridas, abandonou o regimento e voltou para Londres. Em 18 de fevereiro de 1710, a rainha Ana da Grã-Bretanha nomeou Spotswood como tenente governador da Virgínia, uma posição que ele obteve através do Duque de Marlborough ou pela amizade com George Hamilton, 1.º Conde de Orkney e governador de Virgínia (1704-1737).

## Tenente governador
Spotswood pisou pela primeira vez em solo da Virgínia a 20 de junho de 1720 na atual cidade de Hampton, e três dias depois chegou na então sede do governo em Williamsbug. Sua chegada pôs fim a um período de quatro anos que havia iniciado com o ex-tenente governador Robert Hunter, na qual o Conselho do Governador — um grupo de doze homens nomeados pela coroa — governava a colônia sem a interferência do governador ou da Câmara dos Burgueses. A situação política não era boa, o tenente governador desprezava o Conselho do Governador e considerava a Câmara dos Burgueses "um Desvio de Representantes, paraíso daqueles que geralmente não possuem as qualificações comuns requisitadas para serem legisladores". Estes dois órgãos, por sua vez, não apoiavam Spotswood. Nos primeiros anos, conseguiu solucionar os principais problemas: segurança, relações com os índios e depressão econômica. O tenente governador reduziu a submissão das tribos indígenas; posicionou-se a favor do casamento entre brancos e índios; e ampliou a educação cristã para as crianças indígenas.
Com o objetivo de melhorar a economia da colônia e as relações com a Assembleia Geral, Spotswood criou em 1713 o Tobacco Inspection Act. Essa lei definiu que o tabaco seria inspecionado antes de entrar no mercado europeu. Certamente, os legisladores que eram fazendeiros, iriam resistir. Pensando nisso, criou as posições de patrocínio: quarenta inspetores, receberiam 250 libras por ano, sendo que 29 dos 51 burgesses ocupariam a função. Porém, não se obteve êxito com a lei e a polícia inspecionadora foi impopular entre os fazendeiros. Outra lei impopular foi o Indian Trade Act de 1714, que garantiu à Virginia Indian Company, uma sociedade anônima, o monopólio de vinte anos com o comércio com os índios americanos e o assentamento indígena de Fort Christanna. O Indian Trade Act prejudicou aquele que tinham investido no comércio privado, como William Byrd II.

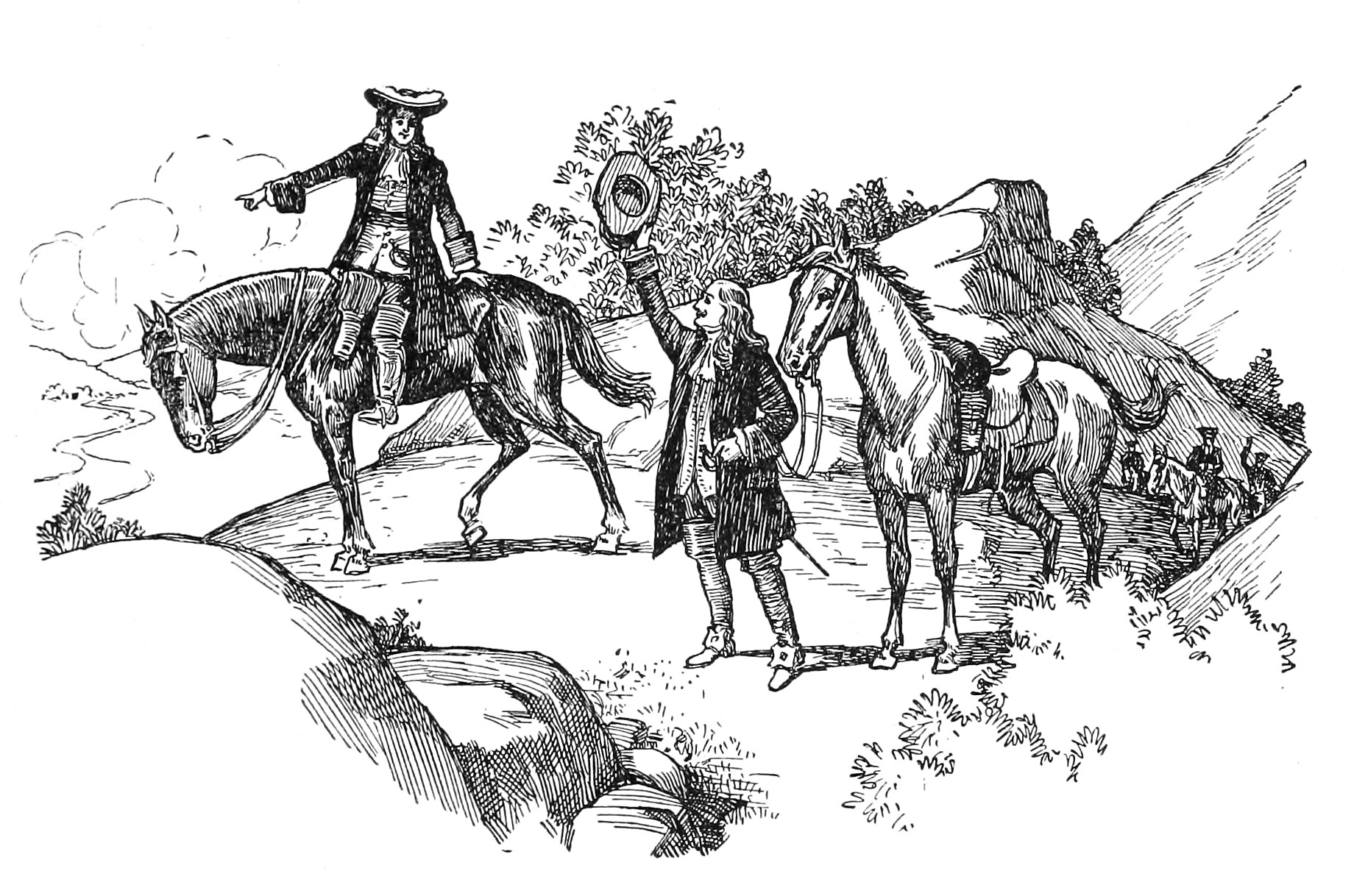
Ilustração intitulada "Governador Spotswood e os Cavaleiros da Ferradura Dourada Atravessando o Blue Ridge" do livro de 1904 Makers of Virginia History.

Na colônia vizinha da Carolina do Norte eclodiu uma revolta indígena, chamada de Guerra Tuscarora (1711-1712). Os índios da tribo tuscarora formaram essa resistência devido à exploração e escravização. O governador da Virgínia enviou alguns militares da Virgínia para ajudar a Carolina do Norte. Após o episódio, visando proteger os colonos e os próprios índios, Spotswood fundou o Fort Christanna, um forte que abrigava diversas tribos. Além disso, o governador tinha a intenção de convertê-los ao cristianismo. Spotswood tomou uma postura agressiva contra piratas, que eram causadores de estragos no comércio colonial entre a Virgínia e a Carolina do Norte. Em 1718 Spotswood ordenou a captura e morte do notório Edward Teach (o Barba Negra), no estuário de Ocracoke. No verão de 1716, Spotswood liderou o que ficou conhecido como Expedição dos Cavaleiros de Ferradura Dourada (Knights of the Golden Horseshoe Expedition), cuja atravessou as Blue Ridge Moutains (montanhas do Apalaches) e desceu o Vale do Shenandoah. A expedição fortaleceu e expandiu as fronteiras do oeste. Ele reivindicou essas terras para a Vossa Majestade, Jorge I da Grã-Bretanha. Tal feito diminuía a expansão francesa, além da fundação de um assentamento de alemães próxima ao Rio Rapidan, chamado de Germanna.
Spotswood influenciou a arquitetura, e ela está presente principalmente no Colonial Williamsburg (distrito histórico da cidade independente de Williamsburg). Entre as construções, está a restauração da universidade College of William & Mary incendiada em 1705; foi responsável pela estrurura da Bruton Parish Church (paróquia episcopal) em 1710, cuja inspirou diversas outras igrejas; construiu um compartilhamento de pólvora em Williamsburg em 1715; e concluiu o Palácio do Governador. Os fazendeiros utilizaram o estilo arquitetônico do Palácio, e em 1720, tal modelo indicava riqueza e poder.
Tendo o poder político enfraquecido, Spotswood descobriu que não deveria tentar ter maiores poderes que os fazendeiros da Virgínia. Em 29 de abril de 1720, Spotswood e o Conselho do Governador conseguiram entrar em um acordo a fim de "agir para o futuro como amigos cordiais na administração do governo". Posteriormente, o tenente governador recebeu 86 mil acres de terra no recém criado Condado de Spotsylvania para doá-las a colonizadores.
No dia 25 de setembro de 1722, chegou na Virgínia Hugh Drysdale, um novo tenente governador para substituí-lo. Os historiadores não chegaram à um consenso sobre qual teria sido a causa da saída de Spotswood. No momento da substituição, o tenente governador tinha uma melhor relação com o Conselho e havia certa harmonia, mas o fato de durante dez anos a Câmara dos Burgueses e o Conselho do Governador terem sido oposicionistas, pode ter contribuído. Existe a hipótese de que Spotswood teria desprezado a coroa ao aceitar os 86 mil acres de terras — de acordo com a Câmara do Comércio, nenhuma pessoa ou família poderia receber mais do que mil acre na Virgínia — o que poderia tê-lo prejudicado. Há também a teoria de que dois conselheiros importantes, William Byrd II e James Blair (ambos nunca se reconciliaram com Spotswood), viajaram para Londres e causaram a demissão.

## Últimos anos
Spotswood foi viver no assentamento de Germanna, fundado por ele anteriormente e localizado no Condado de Spotsylvania. Lá construiu o que Byrd chamou de "castelo encantado", uma enorme mansão destruída a cerca de 1750. Tornou-se um produtor de ferro e atendia ao mercado interno e exportava principalmente para a Inglaterra.Em 1724 se casou com Anne Butler Brayne na Igreja de Santa Margarida, Westminster, com quem teve quatro filhos: John, Ann Catherine, Dorothea e Robert. Em 1730 foi nomeado para um mandato de dez anos como diretor-geral dos Correios da América do Norte. Nesse posto, foi responsável por levar o serviço postal até o sul de Williamsburg (anteriormente se estendia apenas até a Filadélfia), e escolheu Benjamin Franklin como Diretor-Geral dos Correios da Filadélfia em 1737.
Em 1739, a Guerra da Orelha de Jenkins entre a Grã-Bretanha e a Espanha eclodiu, e Spotswood finalmente foi nomeado general de brigada. Entretanto, não chegou a lutar, morrendo por causa de uma doença em 7 de junho de 1740, em Annapolis (Maryland) ao viajar para organizar questões militares.